# Campionati europei di sollevamento pesi 2025 - 96 kg maschile
Le gare di sollevamento pesi della categoria fino a 96 kg maschile — pesi mediomassimi — dei campionati europei del 2025 si sono svolte il 19 aprile 2025 a Chișinău presso la Chișinău Arena.

## Programma
L'orario indicato corrisponde a quello moldavo (UTC+03:00)
| Data           | Orario | Evento   |
| -------------- | ------ | -------- |
| 19 aprile 2025 | 12:00  | Gruppo B |
| 19 aprile 2025 | 19:00  | Gruppo A |

## Medagliati
Per ciascun esercizio, i primi tre classificati sono i seguenti:
| Esercizio | Oro          | Oro    | Argento         | Argento | Bronzo             | Bronzo |
| --------- | ------------ | ------ | --------------- | ------- | ------------------ | ------ |
| Strappo   | Karlos Nasar | 188 kg | Revaz Davitadze | 174 kg  | Davit Hovhannisyan | 173 kg |
| Slancio   | Karlos Nasar | 229 kg | Revaz Davitadze | 205 kg  | Davit Hovhannisyan | 203 kg |
| Totale    | Karlos Nasar | 417 kg | Revaz Davitadze | 379 kg  | Davit Hovhannisyan | 376 kg |

## Record
Prima di questa competizione, i record mondiali ed europei esistenti erano i seguenti:
| Record mondiale | Strappo | Lesman Paredes   | 187 kg | Tashkent, Uzbekistan  | 14 dicembre 2021 |
| Record mondiale | Slancio | Tian Tao         | 231 kg | Tokyo, Giappone       | 7 luglio 2019    |
| Record mondiale | Totale  | Sohrab Moradi    | 416 kg | Aşgabat, Turkmenistan | 7 novembre 2018  |
| Record europeo  | Strappo | Europeo standard | 185 kg | —                     | 1º novembre 2018 |
| Record europeo  | Slancio | Jaŭhen Cichancoŭ | 222 kg | Batumi, Georgia       | 12 aprile 2019   |
| Record europeo  | Totale  | Jaŭhen Cichancoŭ | 400 kg | Batumi, Georgia       | 12 aprile 2019   |

## Risultati
| Pos. | Atleta                    | Gr. | Peso atleta | Strappo (kg) | Strappo (kg) | Strappo (kg) | Strappo (kg) | Slancio (kg) | Slancio (kg) | Slancio (kg) | Slancio (kg) | Totale |
| Pos. | Atleta                    | Gr. | Peso atleta | 1            | 2            | 3            | Pos.         | 1            | 2            | 3            | Pos.         | Totale |
| ---- | ------------------------- | --- | ----------- | ------------ | ------------ | ------------ | ------------ | ------------ | ------------ | ------------ | ------------ | ------ |
|      | Karlos Nasar (BUL)        | A   | 93.35       | 174          | 180          | 188          |              | 210          | 220          | 229          |              | 417    |
|      | Revaz Davitadze (GEO)     | A   | 94.75       | 167          | 171          | 174          |              | 201          | 205          | 208          |              | 379    |
|      | Davit Hovhannisyan (ARM)  | A   | 95.85       | 165          | 170          | 173          |              | 203          | 207          | 207          |              | 376    |
| 4    | Egor Klimonov (AIN)       | A   | 96.00       | 160          | 164          | 166          | 5            | 202          | 203          | 207          | 4            | 367    |
| 5    | Irakli Gobejishvili (GEO) | A   | 95.10       | 161          | 161          | 166          | 4            | 188          | 194          | 202          | 7            | 360    |
| 6    | Bartłomiej Adamus (POL)   | A   | 96.00       | 157          | 162          | 164          | 7            | 192          | 197          | 201          | 5            | 359    |
| 7    | Anton Serdiukov (UKR)     | A   | 96.00       | 163          | 168          | 168          | 6            | 190          | 195          | 198          | 6            | 358    |
| 8    | Elias Simbürger (AUT)     | B   | 92.60       | 142          | 147          | 150          | 11           | 183          | 189          | 195          | 11           | 336    |
| 9    | Yannick Tschan (SUI)      | B   | 95.90       | 146          | 149          | 151          | 9            | 182          | 189          | 189          | 12           | 333    |
| 10   | Darius Tătaru (ROU)       | B   | 94.90       | 135          | 140          | 141          | 15           | 176          | 182          | 190          | 9            | 325    |
| 11   | Karol Samko (SVK)         | B   | 96.00       | 135          | 140          | 140          | 14           | 185          | 190          | 190          | 10           | 325    |
| 12   | Yanush Margulis (ISR)     | B   | 95.10       | 149          | 149          | 153          | 8            | 167          | 171          | 175          | 16           | 324    |
| 13   | Spyridon Pozidis (GRE)    | B   | 95.65       | 140          | 144          | 148          | 10           | 168          | 172          | 177          | 15           | 302    |
| 14   | Jakub Bartecek (CZE)      | B   | 96.00       | 136          | 140          | 143          | 12           | 165          | 169          | 173          | 14           | 316    |
| 15   | Antti Peltokangas (FIN)   | B   | 96.00       | 130          | 130          | 134          | 17           | 180          | 185          | 189          | 13           | 310    |
| 16   | Shane Roche (IRL)         | B   | 95.35       | 135          | 139          | 140          | 13           | 163          | 167          | 168          | 18           | 303    |
| 17   | Ciaran Barnes (IRL)       | B   | 95.00       | 125          | 125          | 125          | 18           | 160          | 166          | 171          | 17           | 296    |
| 18   | Peter Dobnik (SLO)        | B   | 93.50       | 130          | 140          | 145          | 16           | 150          | 160          | 170          | 19           | 290    |
| 19   | Hakan Şükrü Kurnaz (TUR)  | A   | 95.80       | 167          | 167          | 168          | —            | 185          | 191          | 196          | 8            | —      |